# Bruno Müller
Bruno Müller (11 ottobre 1902 – 8 giugno 1975) è stato un canottiere tedesco.

## Palmarès

### Olimpiadi
- Oro a Amsterdam 1928 nel due senza.